# Les Éditions françaises
Les Éditions françaises est une maison d'édition québécoise fondée en 1976 à Boucherville, Québec. 
Elle distribue depuis les albums des éditions Larousse au Canada. Elle était située sur le boulevard Industriel jusqu'en 1982, année de son déménagement sur la rue d'Ampère. Elle ferme ses portes le 28 novembre 1997.